# 莫拉縣
莫拉縣（西班牙語：Cantón de Mora），是哥斯達黎加的縣份，位於該國中部，由聖何塞省負責管轄，首府設於科倫城，始建於1883年5月25日，面積162.04平方公里，海拔高度840米，2011年人口26,294人，人口密度每平方公里162.27人。
9°52′27″N 84°16′56″W / 9.87417°N 84.28222°W